# Альвито
Альвито (итал. Alvito) — город в Италии, расположен в области Лацио, подчинён административному центру Фрозиноне (провинция).
Население составляет 3032 человека, плотность населения составляет 58 чел./км². Занимает площадь 52 км². Почтовый индекс — 3041. Телефонный код — 00776.
Покровителем города почитается святой мученик Валерий, празднование в первый вторник после Троицы.